# Джерманьо
Джерма̀ньо (на италиански: Germagno, на местен диалект: Germagn, Джерман) е село и община в Северна Италия, провинция Вербано-Кузио-Осола, регион Пиемонт. Разположено е на 600 m надморска височина. Населението на общината е 187 души (към 2010 г.).